# Thomas Hallifax
Thomas Hallifax (23 février 1722 - 7 février 1789), de Gordon House, à Enfield, dans le Middlesex, est un banquier anglais, maire de Londres et député.

## Biographie
Il est le plus jeune fils d'un horloger de Barnsley et déménage à Londres, où il trouve un emploi de commis de banque. Il devient greffier en chef avant de partir pour fonder sa propre banque, Vere, Glyn & Hallifax Bank, avec son collègue banquier Joseph Vere et le marchand Richard Glyn (1er baronnet), devenu par la suite Glyn, Mills & Co. En 1766, il est élu échevin de Londres et élu maire de Londres de 1776 à 1777. Il est fait chevalier le 5 février 1773.
Il est brièvement député au Parlement de Grande-Bretagne pour Coventry de décembre 1780 à février 1781 avant d'être invalidé sur requête. Il est élu sans opposition à Aylesbury de 1784 à 1789.
Il meurt en 1789, laissant une fortune estimée à 100 000 £. Il épouse Penelope, la fille de Richard Thomson d’Ewell, dans le Surrey, et en secondes noces Margaret, la fille du riche marchand John Saville, de Enfield, dans le Middlesex. Il a deux fils, Thomas et Savile, de sa deuxième épouse. Thomas devient associé à la banque.